# Dion Beukeboom
Dion Beukeboom (* 2. Februar 1989 in Amsterdam) ist ein ehemaliger niederländischer Radsportler, der auf Straße und Bahn aktiv war.

## Sportliche Laufbahn
Seine Radsportlaufbahn begann Dion Beukeboom zunächst mit Schwerpunkt auf den Straßenradsport. 2008 wurde er niederländischer Studentenmeister im Straßenrennen. 2009 sowie 2010 gewann er jeweils eine Etappe der Tour of Munster in Irland, 2011 eine Etappe des Omloop Houtse Linies sowie 2012 einen Abschnitt der Tour de Normandie. Ebenfalls 2012 wurde er zudem Dritter der nationalen Meisterschaft in der Einerverfolgung auf der Bahn. 2013 gewann er gemeinsam mit seinem Team von Cyclingteam Join’s – De Rijke den Prolog der Portugal-Rundfahrt, der als Mannschaftszeitfahren bestritten wurde.
Im selben Jahr – 2013 – startete Dion Beukeboom in fünf verschiedenen Disziplinen bei den nationalen Bahnmeisterschaften, in Scratch und Einerverfolgung wurde er Vize-Meister. Gemeinsam mit dem niederländischen Bahn-Vierer (Roy Eefting, Tim Veldt und Jenning Huizenga) errang er Bronze bei den UEC-Bahn-Europameisterschaften 2013 in Apeldoorn. 2014 wurde er niederländischer Meister in der Einerverfolgung sowie Vize-Meister im Scratch. 2015 gewann er eine Etappe der Olympia’s Tour. Bei den UEC-Bahn-Europameisterschaften 2015 im schweizerischen Grenchen wurde er Dritter in der Einerverfolgung, wie auch in den UEC-Bahn-Europameisterschaften 2016 im Jahr darauf.
Am 22. August 2018 versuchte Beukeboom, den von Bradley Wiggins aufgestellten Stundenweltrekord auf dem Velódromo Bicentenario im mexikanischen Aguascalientes zu verbessern, was ihm jedoch mit abgeleisteten 52,757 Kilometern nicht gelang. Seine Leistung war die fünftbeste, die jemals gefahren wurde. Der niederländische Journalist Edward Swier nannte Beukeboom „de man met de grote motor“.
Im September 2019 bestritt Dion Beukeboom sein letztes Rennen, anschließend beendete er seine Radsportlaufbahn.

## Privates
Dion Beukeboom studierte Betriebswirtschaftslehre in Amsterdam. 2014 wurde er von der Stichting Studentensport Amsterdam  (SSA) als Sportler des Jahres geehrt.

## Erfolge

### Straße
2012
- eine Etappe Tour de Normandie

2013
- Mannschaftszeitfahren Portugal-Rundfahrt

2015
- eine Etappe Olympia’s Tour

### Bahn
2013
- Europameisterschaft – Mannschaftsverfolgung (mit Roy Eefting, Jenning Huizenga und Tim Veldt)

2015
- Europameisterschaft – Einerverfolgung

2016
- Europameisterschaft – Einerverfolgung
- Niederländischer Meister – Einerverfolgung

2017
- Niederländischer Meister – Einerverfolgung